# تعويضات الاستعباد
تعويضات الاستعباد هو تطبيق مفهوم تقديم التعويضات لضحايا العبودية و/أو لأخلافهم. هناك مفاهيم للتعويضات في الفلسفة القانونية والتعويضات (جبر الضرر) في مجال العدالة الانتقالية. على مر التاريخ، قُدمت تعويضات الاستعباد بموجب فتوى قضائية في المحكمة و/أو قُدمت طواعية (بدون أحكام قانونية) من قبل الأفراد والمؤسسات. يمكن أن تتخذ التعويضات أشكالًا عديدة، بما في ذلك: مدفوعات مالية فردية، أو تسويات، أو منح دراسية، أو إعفاء من الضرائب، أو مبادرات منهجية لتعويض الظلم، أو تعويضات قائمة على الأرض المتعلقة بالاستقلال، أو اعتذارات والاعتراف بالظلم، أو القيام بتدابير رمزية مثل تسمية مبنى باسم شخص ما، أو إزالة آثار وإعادة تسمية الشوارع التي تكرم مالكي العبيد والمدافعين عن العبودية.
هناك أمثلة عن تعويضات الاستعباد، تتعلق بتجارة الرقيق في المحيط الأطلسي، يعود تاريخها إلى عام 1783 على الأقل في أمريكا الشمالية، مع قائمة متزايدة من أمثلة العصر الحديث عن تعويضات الاستعباد في الولايات المتحدة عام 2020 كما تعززت الدعوة إلى التعويضات في الولايات المتحدة من خلال الاحتجاجات حول وحشية الشرطة وغيرها من حالات العنصرية المنهجية في الولايات المتحدة. في الولايات المتحدة مؤخرًا، دُعي إلى تقديم تعويضات للعنصرية إلى جانب دعوات للحصول على تعويضات الاستعباد.
رغم الدعوات الكثيرة للتعويض، إلا أن أمثلة تعويضات الاستعباد الدولية تتكون من الاعتراف بظلم الرق والاعتذار عن المشاركة لكن دون تعويض مادي.

## الولايات المتحدة الأمريكية
انتهت العبودية في الولايات المتحدة عام 1865 مع نهاية الحرب الأهلية الأمريكية والتصديق على التعديل الثالث عشر لدستور الولايات المتحدة الأمريكية، والذي نص على أنه «يُمنع في الولايات المتحدة الأمريكية المعاقبة بالعبودية أو الاسترقاق القسري، وبما ذُكر يجب على الطرف الذي حُكم عليه قانونًا أن يكون موجودًا داخل الولايات المتحدة، أو أي مكان يخضع لسلطتها القضائية». في ذلك الوقت، أُطلق سراح ما يقدر بنحو أربعة ملايين أمريكي من أصل أفريقي.

### دعم التعويضات
في المجال السياسي، اقتُراح مشروع قانون يطالب بتعويضات الاستعباد على المستوى الوطني، وهو «قانون لجنة دراسة مقترحات التعويض للأمريكيين من أصل أفريقي» (إتش آر 40)، والذي أعاد تقديمه النائب السابق جون كونيرز، ديمقراطي من ميشيغان، إلى كونغرس الولايات المتحدة كل عام من عام 1989 حتى استقالته في عام 2017. كما يوحي الاسم، أوصى مشروع القانون بإنشاء لجنة لدراسة «تأثير العبودية على الحياة الاجتماعية والسياسية والاقتصادية لأمتنا». ومع ذلك، هناك مدن ومؤسسات قدمت تعويضات خاصة بها في الولايات المتحدة.
في عام 1999، كتب المحامي والناشط الأمريكي من أصل أفريقي راندال روبنسون، مؤسس منظمة ترانس أفريكا الدفاعية، أن تاريخ أمريكا في أعمال الشغب العرقية، والإعدام التعسفي، والتمييز المؤسسي «أدى إلى خسائر بقيمة 1.4 مليار دولار للأمريكيين من أصل أفريقي». ذكر الخبير الاقتصادي روبرت براون أن الهدف النهائي للتعويضات يجب أن يكون «إعادة المجتمع الأسود إلى الوضع الاقتصادي الذي كان سيصبح عليه لو لم يتعرض للعبودية والتمييز». ويقدر قيمة التعويض العادلة ما بين 1.4 إلى 4.7 مليار دولار، أو ما يقارب 142000 دولار (ما يعادل 155000 دولار في عام 2020) لكل أمريكي أسود يعيش اليوم. وتتراوح التقديرات الأخرى من 5.7 إلى 14.2 و 17.1 مليار دولار.
في عام 2014، نشر الصحفي الأمريكي تا ناهاسي كوتس مقالًا بعنوان «قضية التعويضات»، وناقش الآثار المستمرة للعبودية وقوانين جيم كرو، وجدد المطالبة بالتعويضات. يشير كوتس إلى مشروع قانون إتش آر 40 للنائب جون كونيرز جونيور، المذكور أعلاه، مشيرًا إلى أن فشل الكونجرس في تمرير هذا القانون يعبر عن عدم الرغبة في تصحيح أخطائهم السابقة.
في سبتمبر عام 2016، شجع فريق الخبراء، المعني بالمنحدرين من أصل أفريقي التابع للأمم المتحدة، الكونغرس على تمرير مشروع قانون إتش آر 40 لدراسة مقترحات التعويضات، لكن الفريق العامل لم يؤيد بشكل مباشر أي مقترح تعويضات محدد. وأشار التقرير إلى وجود إرث من عدم المساواة العرقية في الولايات المتحدة، موضحًا أنه «على الرغم من التغييرات الجوهرية منذ نهاية تطبيق قوانين جيم كرو والنضال من أجل الحقوق المدنية، فإن الأيديولوجية التي تضمن هيمنة مجموعة على أخرى، لا تزال مستمرة للتأثير سلبًا على الحقوق المدنية، والسياسية، والاقتصادية، والاجتماعية، والثقافية للأمريكيين الأفارقة اليوم». ويشير التقرير إلى أن «الأيديولوجية الخطيرة لتفوق البيض تمنع الترابط الاجتماعي بين سكان الولايات المتحدة».
اكتسب موضوع التعويضات اهتمامًا متجددًا في عام 2020 حيث أطلقت حركة حياة السود مهمة (بلاك لايفس ماتر) على التعويضات كأحد أهداف سياستها في الولايات المتحدة.
في عام 2020، دعم مغني الراب تي آي تعويضات من شأنها أن تمنح كل أمريكي من أصل أفريقي 1,000,000 دولار وأكد أن العبودية تسببت في سجن جماعي، وفقر، وأمراض أخرى.

### تأييد المرشح الرئاسي لعام 2020 للتعويضات
قال أندرو يانج إنه يدعم إتش آر 40، قانون لجنة دراسة مقترحات التعويض للأمريكيين من أصل أفريقي، مدعومًا من النائبة شيلا جاكسون لي، أثناء حديثه في برنامج كارين هانتر.
في يناير عام 2019، عرضت ماريان ويليامسون بالتفصيل خطة للتعويضات في مقابلة مع مجلة إبوني.
وفقًا للإذاعة الوطنية العامة، أشار عضوا مجلس الشيوخ إليزابيث وارن وكوري بوكر إلى مستوى معين من الدعم للتعويضات.
شاركت تولسي جابرد في دعم إتش آر 40، وهو النص التشريعي الوحيد في الكونغرس لدراسة وتطوير مقترحات التعويضات، وبيرني ساندرز هو المشارك في دعم نسخة مجلس الشيوخ من مشروع القانون.
أعلنت كمالا هاريس في أبريل عام 2019 أنها تدعم التعويضات.
وفقًا ليو إس نيوز آند وورد ريبورت فإن بيتو أوروك «مستعدًا لدراسة بعض أنواع التعويضات».
أعلن توم ستاير في مناقشة الانتخابات التمهيدية الديمقراطية لعام 2020 في كارولاينا الجنوبية عن دعمه للتعويضات.